# Цемш, Крестьян Андреевич
Крестьян Андреевич Цемш (Христиан Вильгельм Цемш, нем. Christian Wilhelm Zemsch; ум. 7 (18) ноября 1794) — российский медик; штаб-лекарь.

## Биография
Родился в городе Росток в Мекленбурге в семье врача Иоганна Фридриха Цембша (нем. Johann Friedrich Zembsch). В 1744 году поступил лекарским учеником в Генеральный сухопутный госпиталь (ныне Главный военный клинический госпиталь имени Н. Н. Бурденко); в 1749 году произведен в подлекаря, а в 1750 году в лекаря с назначением в Ингерманландский 10-й гусарский полк Русской императорской армии.
В 1757 году Крестьян Андреевич Цемш назначен был полковым врачом Рязанского конно-гренадерского полка, а 16 апреля 1763 года был назначен помощником «оператора» (хирурга) Г. Г. Энгеля в Московском генеральном госпитале, но уже 17 сентября того же года послан в Сибирь при комиссии для установления ясака.
Проработав в Сибири более года, по возвращении в Москву занял прежнее место прозектора, а в 1769 году снова был командирован «в секретную посылку» в Азов, при корпусе генерала Берга.
26 апреля 1770 года доктор Цемш был назначен штаб-лекарем 2-й армии. Пользуясь покровительством Берга, он выхлопотал себе в 1773 году место штаб-лекаря при Московском магистрате, по упразднении которого был причислен, в 1783 году, к Медицинской конторе.
Крестьян Андреевич Цемш умер 7 ноября 1794 года.
Его сын Иван (1766 — ок. 1834) продолжил семейную династию и, также как дед и отец, посвятил свою жизнь медицине.